# Cahon
Cahon é uma comuna francesa na região administrativa de Altos da França, no departamento de Somme. Estende-se por uma área de 7,04 km². Em 2010 a comuna tinha 209 habitantes (densidade: 29,7 hab./km²).